# Savoyai Margit olasz királyné
Savoyai Margit olasz királyné (Margherita Maria Teresa Giovanna di Savoia) (Torinó, 1851. november 20. – Bordighera, Liguria, 1926. január 4.); a Savoyai-ház carignanói ágából származó szárd királyi hercegnő, Genova hercegnője, 1861-től olasz királyi hercegnő. Umbertó olasz trónörökössel kötött házassága révén 1878-tól Olaszország királynéja, III. Viktor Emánuel király anyja, a hagyomány szerint a Pizza Margherita névadója.

## Élete

### Származása
Margit Mária Terézia Johanna szárd–piemonti királyi hercegnő, Genova hercegnője 1851-ben született Torinóban, a Szárd–Piemonti Királyság fővárosában.
Édesapja a Savoyai-ház carignanói ágából származó Ferdinánd (Ferdinando) Mária Albert Amadé szárd királyi herceg (1822–1855) volt, Genova első hercege, az 1848-ban lemondott és emigrációban elhunyt Károly Albert szárd–piemonti királynak (1798–1849) és Habsburg–Toscanai Mária Terézia Franciska főhercegnőnek (1801–1855) második fia, II. Viktor Emánuel szárd–piemonti király öccse.
Édesanyja a Wettin-ház Albert-ágából származó Erzsébet Maximiliána szász királyi hercegnő (1830–1912) volt, I. János szász király (1801–1873) és Amália Auguszta bajor királyi hercegnő (1801–1877) leánya, I. Miksa bajor király unokája.
Szülei házasságából két gyermek született:
- Margit Mária Terézia Johanna királyi hercegnő (1851–1926), aki 1868-ban I. Umbertó olasz királyhoz (1844–1900) ment feleségül.
- Tamás Albert Viktor királyi herceg (1854–1931), Genova 2. hercege, aki 1883-ban Izabella Mária Erzsébet bajor királyi hercegnőt (1863–1924), Adalbert Vilmos herceg leányát, I. Lajos bajor király egyik unokáját vette feleségül.

1855-ben 4 éves volt, amikor apja, a gyenge egészségű Carignanói Ferdinánd, Genova 32 éves hercege elhunyt, anyja 25 évesen megözvegyült. Genova (második) hercegének címét egyesztendős öccse, Tamás (Tommaso) herceg örökölte. 1856-ban anyja másodszor is férjhezment, ezúttal Nicolo Giuseppe Effisióhoz (1825–1912), Rapallo márkijához. 1859-ben nagybátyja, II. Viktor Emánuel szárd–piemonti király a szárd–francia–osztrák háborúban Velence kivételével megszerezte a Habsburgok és a Bourbonok összes itáliai fejedelemségeit, de a francia katonai segítség fejében át kellett engednie III. Napóleonnak saját családja törzsbirtokát, Savoyát. 1861-ben az egyesült Olasz Királyság uralkodójává kiáltották ki.

### Házassága, gyermeke
Margit Mária hercegnő 1868. április 22-én feleségül ment unokafivéréhez, Umbertó trónörököshöz 
(1844-1900), nagybátyjának, II. Viktor Emánuel olasz királynak (1820–1878) és Mária Adelheid Franciska osztrák főhercegnőnek (1822–1855) legidősebb fiához. Házasságukból egyetlen gyermekük született, a későbbi III. Viktor Emánuel király (1869-1947).
1872 júniusában Margit hercegné férjével együtt látogatást tett a berlini császári udvarban, Frigyes Vilmos trónörökös (1831–1888) legkisebb leányának, Margit Beatrix császári hercegnő, porosz királyi hercegnő (1872–1954) keresztelőjének alkalmából. A királyi látogatás elmélyítette a Hohenzollern-ház és a Savoyai-ház baráti kapcsolatát.

### Olaszország első királynéja

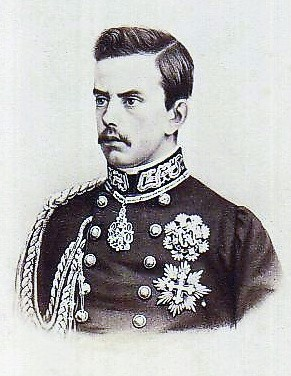
Férje, I. Umbertó király

Nagybátyja, egyben apósa, II. Viktor Emánuel 1878.január 9-én elhunyt, az Olasz Királyság trónját fia,  Umbertó herceg örökölte, I. Umbertó király néven. Margit hercegnéből Olaszország legelső királynéja lett. (II. Viktor Emánuel király felesége, Mária Adelaida szárd–piemonti királyné, Rainer főhercegnek, a Lombard–Velencei Királyság osztrák alkirályának leánya, Margit királyné nagynénje 1855-ben hunyt el, még az Olasz Királyság kikiáltása előtt). Az egyesült Itália első „igazi olasz” királynéjaként Margit nagy népszerűséget élvezett alattvalói körében.
Szenvedélyes alpinista volt, első női hegymászóként ő jutott fel az olasz Alpokban a Monte Rosa legmagasabb csúcsára.
Fia, Viktor Emánuel trónörökös herceg 1896-ban feleségül vette I. Miklós montenegrói király leányát, Ilona királyi hercegnőt (Jelena Petrović Njegoš).

### A „Pizza Margherita” legendája

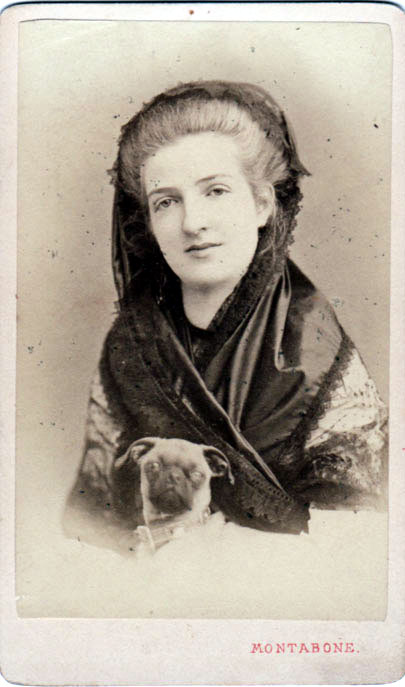
Savoyai Margit carignanói hercegnő, Genova hercegnője, olasz királyné (Fotográfia Luigi Montabone műhelyéből, 1878.)

A népi hagyomány szerint a királyi pár nyári rezidenciáján időző királyné egy napon pizzát kívánt enni. A királyi konyha főnöke, aki az olasz és a francia konyha legkifinomultabb fogásait is ismerte, megütközött a kérés hallatán, mert a pizza a szegény nép ételének számított. Hívatta Rafaelo Espositó vendéglőst, akiről az a hír járta, ő készíti a legjobb pizzát Nápolyban. Esposito és felesége a királyné pizzájára feltétként az olasz nemzeti színeket helyezte: piros paradicsomot, fehér mozzarellát és zöld bazsalikomot. A királynénak nagyon ízlett, és nyomban el is nevezték róla „Pizza Margheritának”. A kedves, hazafias történetről utóbb kiderült, hogy csak mese, de az első királyné emlékét erősen őrző néphagyományban szilárdan meggyökerezett igaz történetté változott.

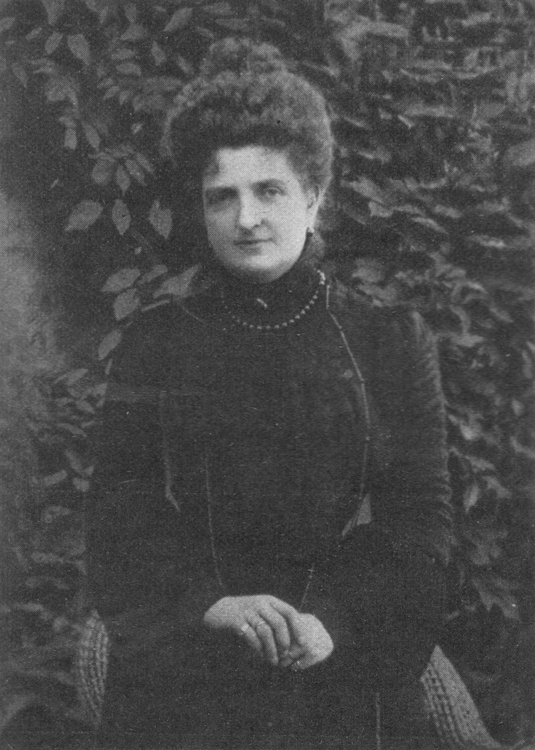
Margit anyakirályné, 1902.

### Özvegységben
Férje ellen már trónra lépésének évében (sikertelen) merényletet követtek el az anarchisták. 1898-ban Milánóban a katonaság a magasabb bérekért tüntető tömeg közé lövetett. A 80 halálos áldozatot követelő sortüzet elrendelő tábornoknak a király kifejezte legmagasabb elismerését. Az anarchisták emiatt halált hirdettek a fejére. 1900. július 29-én Monzában egy merénylő több lövéssel megölte a királyt, és özveggyé tette Margit királynét. A trónt egyetlen fia, Viktor Emánuel herceg örökölte, III. Viktor Emánuel néven.
Anyakirálynéként állami feladatai lecsökkentek, a kultúra ápolása felé fordult. Bőkezűen támogatta a művészeket, irodalmárokat és a kulturális alapítványokat. Átköltözött a római Via Venetón 1876-ban felépített Palazzo Margheritába, amely hamarosan a művészetkedvelő társaság szalonjává változott.
1904-ben megszületett első fiúunokája, Umbertó herceg, a trónörökös. 1908-ban az özvegy anyakirályné Franciaországba utazott, hogy Le Mans-ban megtekintse Wilbur Wright (1867–1912) első, Európában tartott légi bemutatóit. Az amerikai feltaláló Léon Bollée francia autógyáros vendégeként érkezett az országba. Margit királynét nagyon érdekelte a repülés tudománya. Ezekben az években egy léghajós-díjat is alapított, amelynek plakettje egy régi, 17. századi hőlégballon képét formázta.
Az első világháború alatt az anyakirályné hadikórházzá alakította át palotáját (ez volt az Ospedale N.2, mert az 1. számot a Quirinale kapta, a királyi palota, ahol menye, Ilona királyné vöröskeresztes nővérként dolgozott. Amikor a háború véget ért, Margit királyné a liguriai tengerpartra, Bordighera üdülőhelyre vonult vissza, Ventimiglia közelében. Az országban több emlékműveket állíttatott a Nagy Háború elesettjeinek, és saját megölt férjének emlékére.
A fasizmus megerősödésekor ő maga is rokonszenvvel fordult e mozgalom felé. Úgy látta, csak ez biztosíthatja a nemzet egységét és védelmezheti meg a Királyságot „a szocialista és bolsevik felfordulástól.” 1922 októberében Bordigherából levélben üdvözölte az első Marcia su Roma résztvevőit.
Olaszország első királynéja 74 éves korában, 1926. január 4-én hunyt el Bordigherában. Itt ravatalozták fel, majd Rómába szállították, és a Pantheonban temették el, a királyi család temetkezési helyén, nagy részvét mellett.

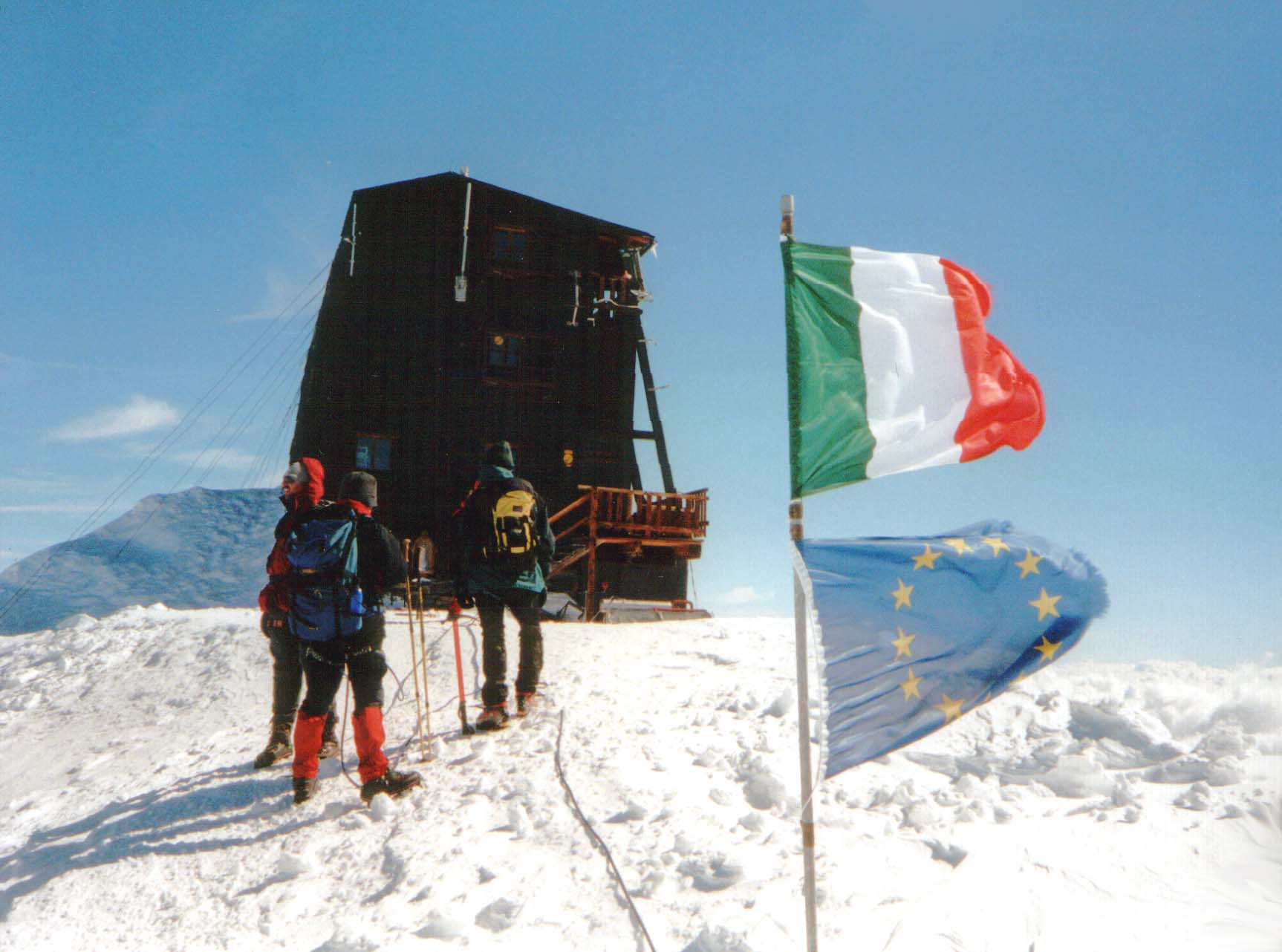
A Capanna Regina Margherita menedékház.

### Emlékezete
Számos intézmény, emlékhely és ételfajta viseli a népszerű királyné nevét, néhány ezek közül:
- A Pizza Margherita (lásd fent).
- Európa legmagasabban fekvő alpesi menedékháza, a Capanna Regina Margherita, a 4559 méter magas Signalkuppe (Punta Gnifetti) csúcsán, a Nyugati-Alpokban, Svájc (Wallis kanton) és Olaszország határán.
- I Giardini Margherita, Bologna legnagyobb közparkja.
- A Panforte Margherita, egy olasz gyümölcskenyér, amelyet 1879-ben alkottak meg Sienában, a királyi pár látogatásának alkalmából.
- Egy pugliai olasz község, Saline di Barletta 1879 óta a Margherita di Savoia nevet viseli.
- Az egyesült Olaszország első általános iskolája, amelyet 1888-ban nyitottak meg Róma Trastevere negyedében.
- Halálának helyszínén, a liguriai Bordighera városban carrarai fehér márvány emlékmű őrzi emlékét (Italo Griselli műve).
- Giosuè Carducci olasz költő (1835–1907) két ódáját is Margit királynénak ajánlotta: „Alla Regina d'Italia”, a „Barbár ódák” (Odi barbari) sorozatból, és az „Il liuto e la lira” címűt.
- Korábbi lakóhelye, a római Palazzo Margherita, a Via Venetón, ma az USA nagykövetségének ad otthont.

## Külső hivatkozások
- Családi, életrajzi adatai (ThePeerage.com)